# Navigobius dewa
Navigobius dewa är en fiskart som beskrevs av Douglass Fielding Hoese och Hiroyuki Motomura 2009. Navigobius dewa ingår i släktet Navigobius och familjen Microdesmidae. Inga underarter finns listade i Catalogue of Life.